# 4-Meter-Band

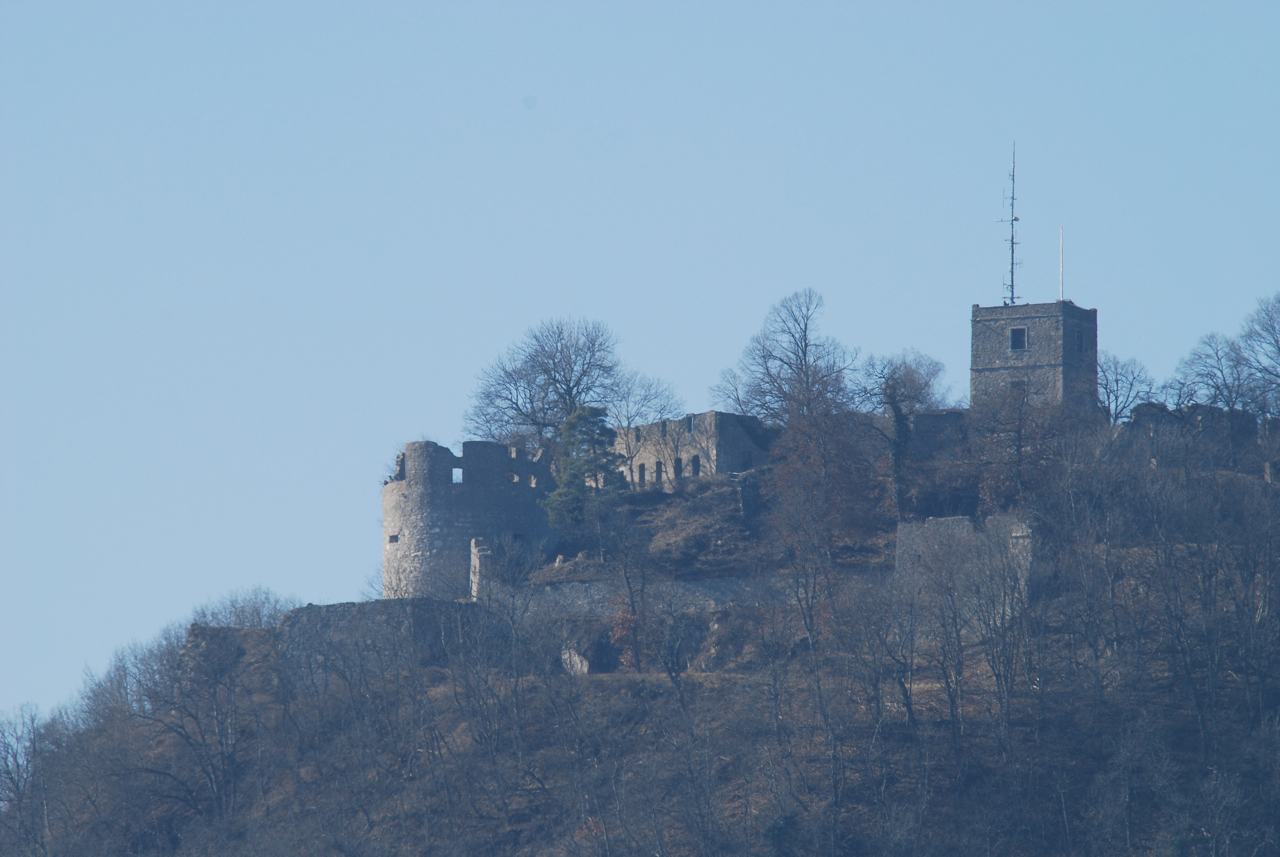
4-m-Band-Antennen des BOS-Funkdienstes auf dem Hohentwiel im Hegau. Inzwischen wurde die Anlage um Digitalfunk erweitert.

Als 4-Meter-Band (auch 4-m-Band oder 80-MHz-Bereich genannt) bezeichnet man den Frequenzbereich von 68 bis 87,5 MHz, der in Deutschland von Betriebsfunk, BOS-Funk und der Bundeswehr benutzt wird. Weitere Anwendungsgebiete sind im Zugfunk, bei Energieversorgungsbetrieben und in der Forstwirtschaft. Der Frequenzbereich wird vornehmlich in Frequenzmodulation (FM) genutzt. In der Vergangenheit war auch das Eurosignal auf den Frequenzen 87,340, 87,365, 87,390 und 87,415 MHz aktiv. Nach Umstellung auf den digitalen TETRA-Funk wird das 4-Meter-Band hierzulande meist nur noch zur Alarmierung über Piepser und Sirenen eingesetzt.
Im Gebiet der ehemaligen Sowjetunion wird ein Teil des 4-m-Bandes auch als normales Rundfunkband genutzt (bei Überreichweiten in ganz Europa auf ca. 70 MHz hörbar siehe OIRT-Band), in den Vereinigten Staaten von Amerika, Taiwan, Philippinen auch für terrestrisches, analoges Fernsehen (Kanal 5 und 6).

## 4-Meter-BOS-Band

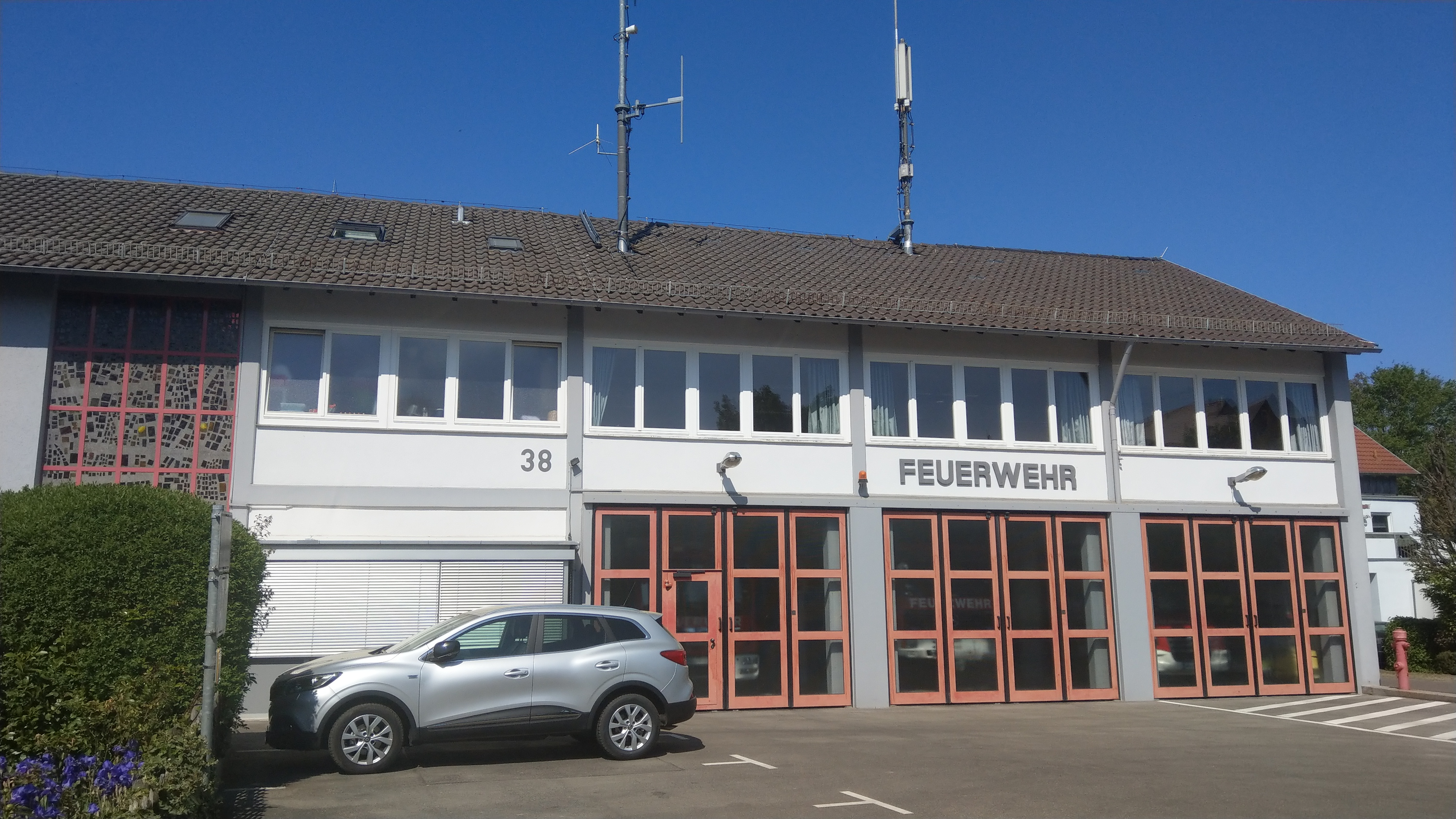
Feuerwehrhaus in Deutschland. Man beachte die vertikal polarisierte 4-Meter-Dipol-Antenne am linken Mast.

In den meisten Ländern wird der BOS-Funk nicht auf dem 4-Meter-Band abgewickelt. Vorherrschend weltweit ist das 2-Meter-Band, aber auch das 70-Zentimeter-Band. Die Bundesrepublik Deutschland stellte daher eine Ausnahme und nicht die Regel dar. Entsprechend war die Anzahl der Produzenten, welche BOS-Geräte im 4-Meter-Band herstellen konnten, gering und die Geräte entsprechend teuer. Die Polizeibehörden und Sicherheitsorgane der DDR verwendeten ebenfalls primär das 2-Meter-Band. Nach der Wende mussten diese, aber auch Feuerwehren und Rettungsdienste umgerüstet werden. Teilweise wurde modernere Technik mit älterer Technik ersetzt. Besonders Hilfsorganisationen halfen aus, indem sie ihren Organisationen im Osten Überschussgeräte und veraltete Geräte zur Verfügung stellten.
| Frequenzbereich   | Kanalnummer | Nutzung                   |
| ----------------- | ----------- | ------------------------- |
| 74,215–77,475 MHz | 347–510 UB  | Unterband (Relaiseingabe) |
| 84,015–87,255 MHz | 347–509 OB  | Oberband (Relaisausgabe)  |

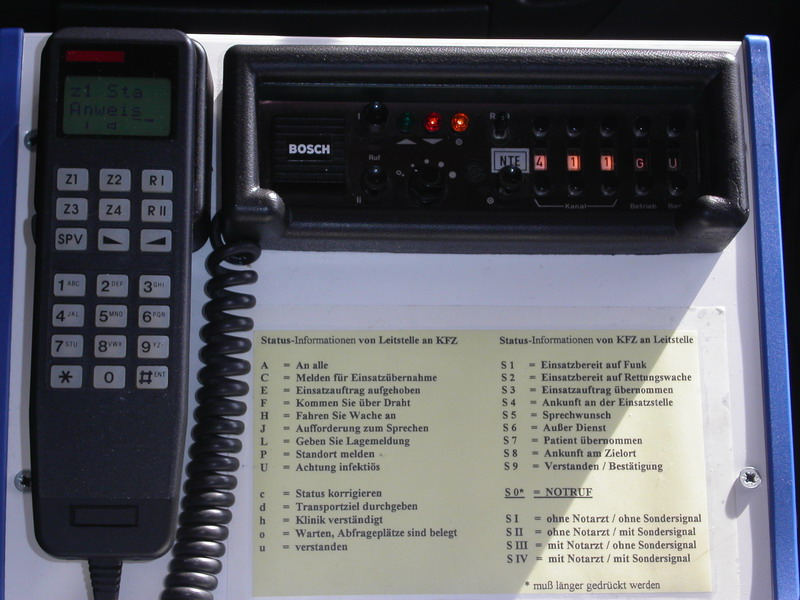
FuG 8b als KFZ-Funkgerät in einem NKTW. Man beachte die mit I und II beschrifteten Tasten zum Öffnen einer Relaisfunkstelle.

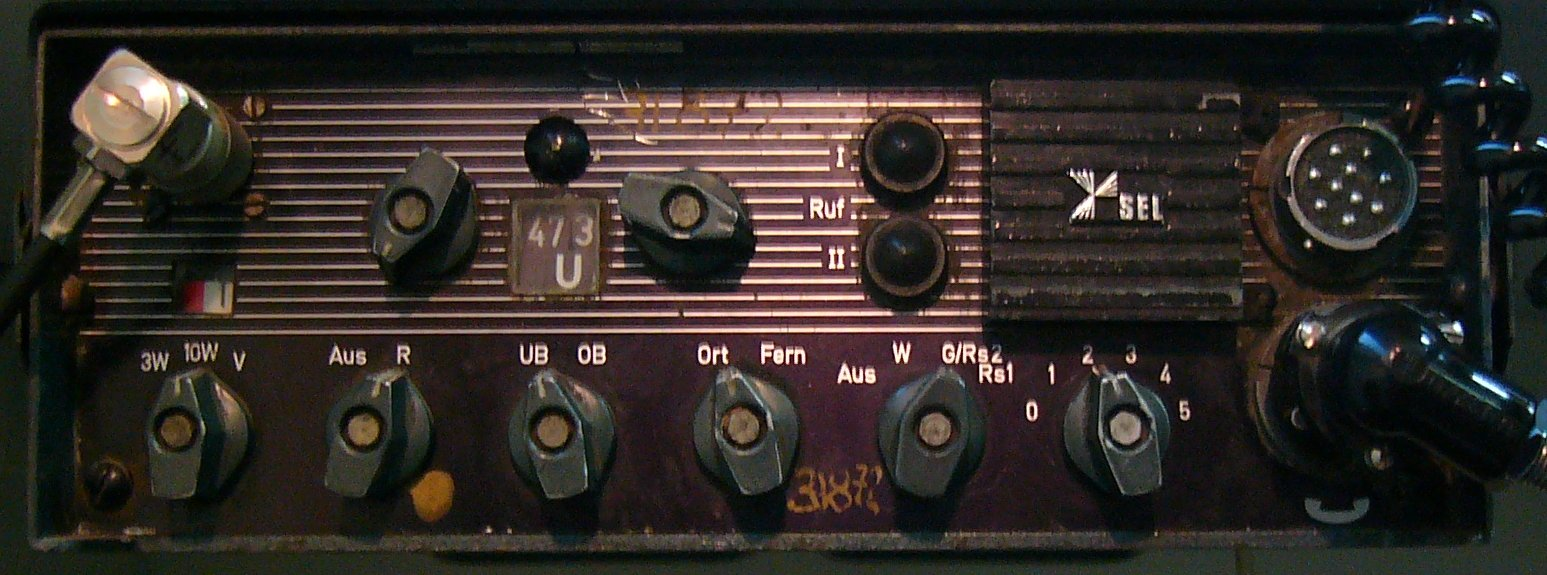
FuG 7B der Firma SEL. Das Gerät konnte als Relaisfunkstelle verwendet werden, verfügte es doch über einen getrennten Sender und Empfänger

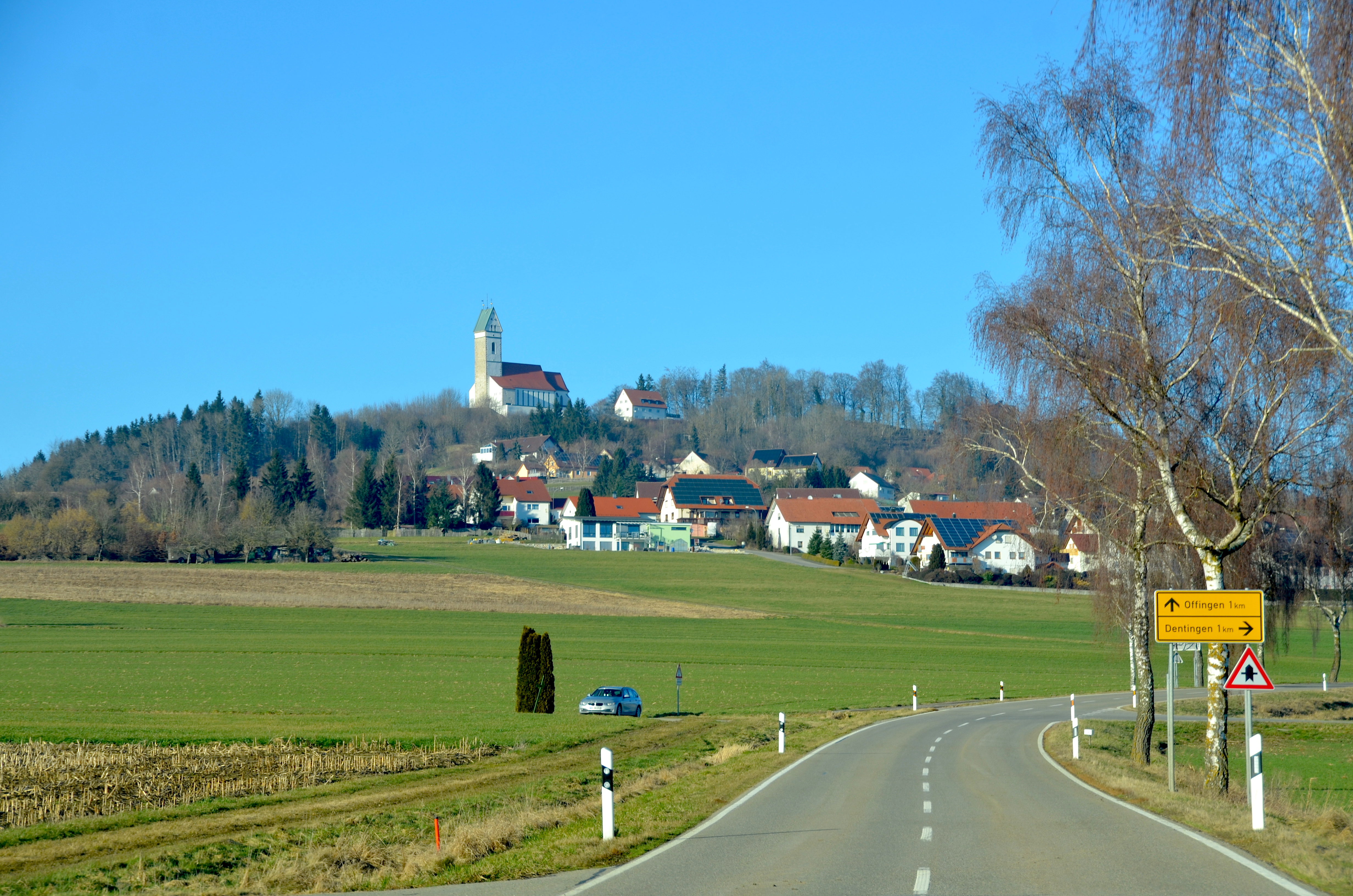
Der Bussen im Kreis Biberach. In der Kirchturmspitze befindet sich die Relaisfunktechnik der Leitstelle Biberach für den Rettungsdienst im 4-Meter-Band.

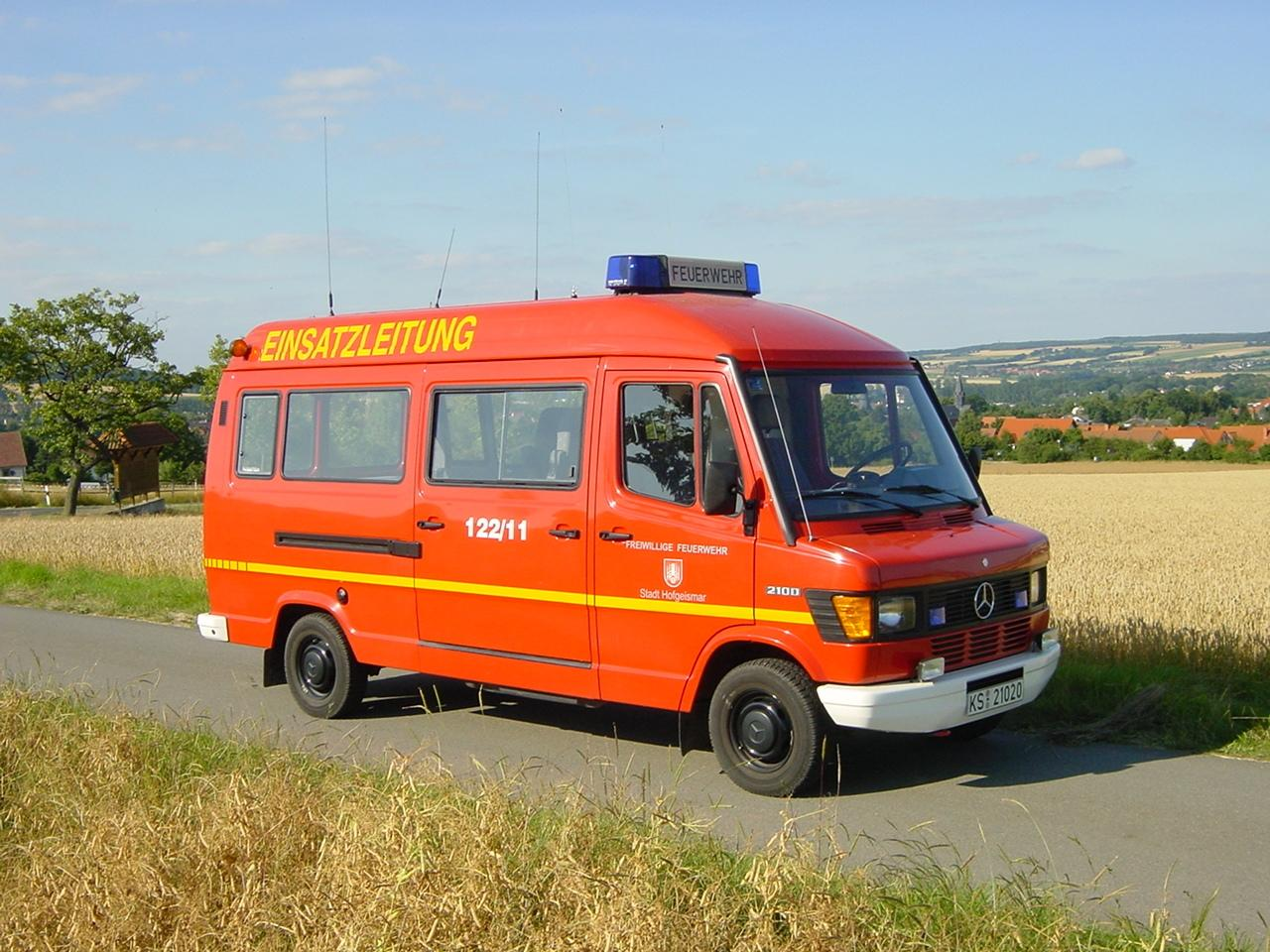
Einsatzleitwagen der Feuerwehr. Man beachte die 4 Meter Antennen (länge zirka 1 Meter 1/4 λ, also 1/4 Wellenlänge von 4 Meter)

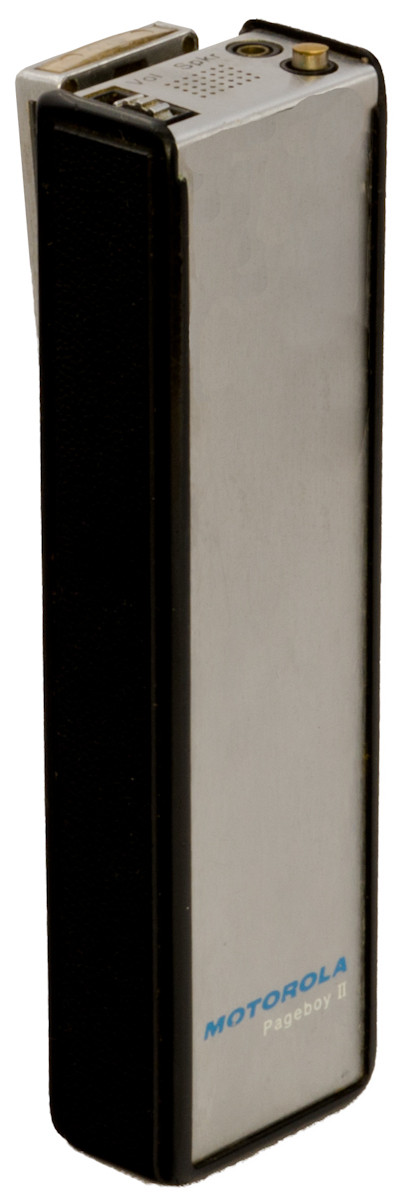
Der Motorola Pageboy II Funkmeldeempfänger wurde im 4-Meter-Band häufig verwendet

Das Frequenzspektrum erstreckt sich in Deutschland von 74,215 bis 87,255 MHz, wobei hier auch analog zum 2-Meter-Band eine Unterteilung in ein Oberband und ein Unterband stattfindet. Der Kanalabstand beträgt 20 kHz.
Die Frequenzen sind verteilt auf 164 schaltbare Kanäle (347–510), wovon die Kanäle 377 bis 396 ausschließlich im Oberband betrieben werden, Kanal 510 (Kanal für Kfz-Märsche) ausschließlich im Unterband. Der Frequenzversatz (Duplexabstand) zwischen Ober- und Unterband beträgt hier 9,8 MHz. In der Regel funkt die Relaisstelle im Oberband, die Fahrzeuge und sonstige Einheiten im Unterband. Für die Verwendung mit einer Relaisstelle wird die Verkehrsart Gegenverkehr, für Direktverbindungen zwischen zwei Fahrzeugen die Verkehrsart Wechselverkehr verwendet. Erklärungen der verschiedenen Funkverkehrsarten und -formen finden sich im Artikel Sprechfunk. Ursprünglich arbeitete das deutsche 4-Meter-BOS-Netz mit einem Kanalabstand von 50 kHz. Damit konnten nur 50 Kanäle im Oberband und Unterband geschaltet werden, also 100 Frequenzen. Der Kanalabstand wurde auf 20 kHz verringert, sodass ab 1967 120 Kanäle und 240 Frequenzen zur Verfügung standen. Aber die Anzahl der Kanäle reichte nicht aus. Deswegen wurde das System auf die neuen Kanäle zwischen 347 und 399 erweitert. Das FuG 8 war die erste Gerätegeneration, mit der die neu zugewiesenen Frequenzen genutzt werden konnten.
Funkgeräte für das 4-Meter-Band sind meist fest im Fahrzeug installiert (FuG 7b – FuG 8a bzw. b), es werden jedoch auch Handfunkgeräte (z. B. FuG 13, FuG 13a, FuG 13b) verwendet.
In der Vergangenheit wurde das 4-Meter-Band auch zur stillen Alarmierung und zur Steuerung von Sirenen eingesetzt. Funkempfänger, auch Funkmeldeempfänger (Pager), mit 5-Ton-Selektivruf (ZVEI) waren bei Feuerwehren und besonders Rettungsdiensten weit verbreitet. Die Alarmierung erfolgte oftmals über den gleichen Relaisfunkstellenkanal, über welchen auch der Sprechfunk abgewickelt wurde. Typisch war in Deutschland der Standardsatz „Hier Leitstelle xxx mit Funkstille für Alarmierung“. Danach wurden 5-Ton-Folgen von der Leitstelle ausgesendet. Um die Qualität des Empfangs auch in Gebäuden und Kellern zu gewährleisten, waren oft Alarmierungsumsetzer in Rettungswachen und Feuerwehrhäusern installiert. Sie wiederholten die von der Leitstelle ausgesendeten 5-Ton-Folgen nach einer eingestellten Pause. Viele Rettungsdienstbereiche und besonders Feuerwehren gingen aber dazu über, die Funkalarmierung in das 2-Meter-Band zu verlegen. Dort werden keine 5-Ton-Folgen, sondern POCSAG eingesetzt. Neben den Einsatzleitzentralen und Rettungsleitstellen betrieben und betreiben auch viele Rettungswachen und besonders Feuerwehren eigene stationäre Funkanlagen im 4-Meter-Band in ihren Rettungs- und Feuerwachen. Sie nutzten und nutzen die Geräte für ihre internen Betriebsabläufe unabhängig von der Einsatz- bzw. Rettungsleitstelle. Aber auch Leitstellen nutzten/nutzen 4 Meter zur Interleitstellenkommunikation. Typisch war eine Anfrage von Leitstelle A nach B: „Leitstelle A von Leitstelle B. Ist Ihr Hubschrauber einsatzbereit?“ Das 4-Meter-Band war dafür bekannt, dass es mit umgebauten handelsüblichen Autoradios abgehört werden konnte. Eine geringfügige Manipulation am Autoradio reichte oft aus, da die Frequenzen des FM-Rundfunkbandes und des 4-Meter-BOS sehr nahe zusammenlagen. Aufgrund der Charakteristik des 4-Meter-Bandes und aufgrund der verwendeten Vielkanalgeräte konnten oftmals mehrere Rettungs- bzw. Feuerwehrleitstellen von einem Standort aus abgehört werden, bedenkt man, dass sich die Relaisfunkstellen meistens auf erhöhten Positionen, wie Funktürmen auf Bergen befanden. Bei Überreichweiten wurden oft Leitstellen aus Hunderten Kilometer Entfernung gehört. Solche Überreichweiten waren nicht erwünscht, da sie den Funk- und damit den Einsatzbetrieb massiv stören konnten. Deshalb war eine Frequenz-/Kanalplanung zwingend notwendig, um gegenseitige Störungen so gering wie möglich zu halten. Um eine bessere Abdeckung ihres Einsatzgebietes zu erreichen, setzten viele Betreiber von Alarmierungsleitstellen auf mehrere Relaisfunkstellen. Die standardisierten Funkgeräte verfügten aber nur über 2 Tonruffrequenzen, also war es einem Teilnehmer maximal möglich, 2 Relaisfunkstellen anzusprechen. Da der 4-Meter-Funk aber dazu diente, bei Großeinsätzen allen beteiligten Funkstellen eine Übersicht der Lage zu bieten, war das Verwenden verschiedener Frequenzen keine Option. Deswegen stiegen viele Leitstellenbetreiber auf Gleichwellenfunk um. Die Relaisfunkstellen wurden per Draht oder 70-Zentimeter-Band-Funk mit den Leitstellen verbunden. Mit dieser Maßnahme war es möglich, dass eine Leitstelle auch bergige Gebiete über einen Funkkanal funktechnisch abdecken konnten. In Grenzgebieten zwischen Rettungsdienstbereichen verwendeten aber auch Leitstellen die Frequenz der Einsatzleitstelle der angrenzenden Rettungsleitstelle mit. Die Frequenz- bzw. Kanalkoordination wurde von den Innenministerien erledigt. Die Zuweisung einer neuen oder zusätzlichen Frequenz war mit bürokratischen Hürden verbunden. Manchmal musste ein Leitstellenbetreiber zu einem Frequenz-/Kanalwechsel gezwungen werden. Das war früher besonders kritisch und mit hohen Kosten verbunden, da die Funkmeldeempfänger nicht softwaremäßig, sondern nur durch Auswechseln eines Quarzes im Gerät den Kanal wechseln konnten. Bei neueren Funkmeldeempfängern erfolgt die Einstellung via Software.
Die Funkrufnamen im 4-Meter-Band unterscheiden sich von denen des 2-Meter-Bandes. Näheres dazu in dem Artikel über BOS-Funk.
Inzwischen wird das 4-Meter-Band besonders im Bereich der Polizei durch digitale Lösungen im UHF-Bereich verdrängt. Auch Rettungsdienste und Feuerwehren steigen auf den neuen, abhörsicheren Standard um.

## Niederlande
In den Niederlanden wird das 4-Meter-Band auch von der Polizei und den Sicherheitsbehörden und Organisationen benutzt. Im Gegensatz zu Deutschland beträgt der Kanalabstand lediglich 12,5 kHz. Auch der Frequenzabstand zwischen Unter und Oberband ist verschieden und beträgt 8,4 MHz gegenüber 9,8 MHz in Deutschland. Der Kanalabstand in Deutschland beträgt 20 kHz. Es stehen 99 Kanäle im Unterband und im Oberband zur Verfügung.
| Frequenzbereich       | Kanalnummer | Nutzung                   |
| --------------------- | ----------- | ------------------------- |
| 77.625,0–78.862,5 MHz | 800–899 UB  | Unterband (Relaiseingabe) |
| 86.025,0-87.262,5 MHz | 800–899 OB  | Oberband (Relaisausgabe)  |

## 4-Meter-Band Bundeswehr
| Frequenzbereich   | Kanalnummer 20 kHz | Nutzung                   |
| ----------------- | ------------------ | ------------------------- |
| 72,750–75,130 MHz | 600–719 UB         | Unterband (Relaiseingabe) |
| 82,550–84,930 MHz | 600–719 OB         | Oberband (Relaisausgabe)  |

| Frequenzbereich   | Kanalnummer 25 kHz | Nutzung                   |
| ----------------- | ------------------ | ------------------------- |
| 72,750–75,225 MHz | 100–199 UB         | Unterband (Relaiseingabe) |
| 82,550–85,025 MHz | 100–199 OB         | Oberband (Relaisausgabe)  |

Bei der Bundeswehr wird der 4-m-Funk im Inland von nicht kämpfenden Einheiten verwendet, zum Beispiel vom Bundeswehr-Dienstleistungszentren, Sanitätern oder der Bundeswehrfeuerwehr. Die verwendeten Geräte sind Abwandlungen der BOS-Geräte. Sie haben dieselben Gerätebezeichnungen (FuG-7, FuG-8 etc.), verwenden jedoch andere Frequenzen laut obiger Tabelle. Da sich die Frequenzbereiche bei den 20-kHz-Geräten teilweise überlappen, sind die BOS-Kanäle um 5 kHz im Raster verschoben.

## 4-Meter-Amateurband

Länder mit 4-Meter-Zuteilungen für den Amateurfunkdienst. Rot: Freigegeben; Blau: Experimentell

In einigen Ländern wurden kleine Bereiche im 4-m-Band für Funkamateure freigegeben. So können Funkamateure im Vereinigten Königreich und den Niederlanden den Bereich von 70 bis 70,5 MHz nutzen.
In Deutschland war der Sendebetrieb vom 2. Juli 2014 bis zum 31. August 2014 im Frequenzbereich 70,0 MHz bis 70,030 MHz mit einer Bandbreite von bis zu 12 kHz, horizontaler Antennenpolarisation und einer Strahlungsleistung von maximal 25 W EiRP gestattet.
Im Jahr 2015 gab es erneut eine befristete Sendegenehmigung, diesmal im Bereich 70,15 bis 70,18 MHz mit 25 W ERP (Effektive Strahlungsleistung). Die Mitteilung Nr. 412/2015 dazu wurde kurzfristig am 29. April 2015 auf der Website der Bundesnetzagentur veröffentlicht und war gültig bis zum 31. August 2015.
Die befristeten Genehmigungen wurden seitdem mehrmals verlängert. Mit Amtsblatt Nr. 11 vom 12. Juni 2024 erfolgte die befristete Genehmigung bis zum 31. Dezember 2024. Mit dem Amtsblatt 12/2024 wurde die befristete Genehmigung für den Frequenzbereich 70,15 bis 70,21 MHz bis zum 31. Dezember 2025 verlängert.
Wie in den vorherigen Genehmigungen ist der Betrieb nur stationär den Inhabern der Genehmigungsklasse A erlaubt. Die Sendeleistung ist auf maximal 25 W ERP begrenzt und die Antennenpolarisation muss horizontal sein. Die Bandbreite darf 12 kHz nicht überschreiten und es muss ein Logbuch geführt werden.
Der Bandplan sah wie folgt aus:
| Frequenzbereich   | Nutzung |
| ----------------- | --- |
| 70,000–70,050 MHz | Baken (Sendebetrieb unerwünscht) |
| 70,050–70,250 MHz | Schmalbandbetriebsarten - 70,085 PSK31-Aktivitätszentrum - 70,100 FT8 - 70,154 FT8-Aktivitätszentrum - 70,185 Crossband-Aktivitätszentrum - 70,200 SSB/CW-Anruffrequenz |
| 70,250–70,300 MHz | Alle Betriebsarten - 70,260 AM/FM-Anruffrequenz |
| 70,300–70,500 MHz | Alle Betriebsarten; Kanalraster 12,5 kHz - 70,300 RTTY/FAX-Anruf- und Arbeitsfrequenz - 70,3125 digitale Betriebsarten - 70,325 digitale Betriebsarten - 70,3375 digitale Betriebsarten - 70,350 digitale Betriebsarten - 70,3625 digitale Betriebsarten - 70,375 FM-Simplex - 70,3875 Internet-Sprach-Gateways - 70,400 FM-Simplex - 70,4125 Internet-Sprach-Gateways - 70,425 FM-Simplex - 70,4375 digitale Betriebsarten - 70,450 FM-Anruffrequenz - 70,4625 digitale Betriebsarten - 70,475 FM-Simplex - 70,4875 digitale Betriebsarten |

In der Schweiz ist seit dem 1. Januar 2023 ein gewisser Teil des 4‑m‑Bandes wie folgt für Funkamateure freigegeben:
70,0000 bis 70,0375 MHz sowie 70,1125 bis 70,5000 MHz. Dazwischen (von 70,0375 bis 70,1125 MHz) ist keine Aussendung erlaubt.
Die maximal erlaubte Leistung beträgt 25 W ERP. Es gibt keine Einschränkungen bezüglich der Modulationsart. Unbediente Stationen (Relais, Echolink Gateways) sind nicht erlaubt. Fernbediente Stationen benötigen eine Meldung an das BAKOM.
Die Nutzung des Bands ist nur den Funkamateuren mit HB9‑Zulassungen (CEPT) erlaubt.